# زردپره رخ‌زرد
زردپره رخ‌زرد (نام علمی: Emberiza cineracea) یک گونه در نزدیکی تهدید از گروه زردپره‌ها در تیرهٔ زردپرگان در راستهٔ گنجشک‌سانان است.
این پرنده در جنوب ترکیه و ایران زندگی و تولیدمثل می‌کند، و در اطراف دریای سرخ در شمال شرق آفریقا و یمن کوچ می‌کند. تنها یک جمعیت کوچک منزوی از این پرنده در مرزهای اروپایی جزایری در دریای اژه می‌مانند. زیستگاه این پرنده شیب‌های سنگی و صخره‌ای است.